# Rodrigo Bentancur
Rodrigo Bentancur Colman (n. 25 iunie 1997, Colonia del Sacramento⁠(d), Departmentul Colonia, Uruguay) este un fotbalist uruguayan care evoluează pe postul de mijlocaș la clubul englez Tottenham Hotspur în Premier League și la echipa națională de fotbal a Uruguayului.
Și-a început cariera la tineretul echipei argentiniene Boca Juniors în 2009. A fost promovat la echipa de seniori în 2015 și a câștigat două campionate în Prima Divizie a Argentinei și o Copa Argentina cu echipa. A fost semnat de clubul italian Juventus în 2017, unde a câștigat trei campionate consecutive în Serie A, printre alte trofee. În ianuarie 2022, Bentancur s-a alăturat lui Tottenham Hotspur în Premier League.
La nivel internațional, Bentancur a fost membru al lotul Uruguayului sub 20 care a câștigat Campionatul Sud-American sub-20 din 2017. Și-a făcut debutul la seniori în 2017, reprezentând echipa la Campionatul Mondial de Fotbal 2018 și la Copa America 2019 și 2021.

## Palmares
Boca Juniors
- Prima Divizie a Argentinei: 2015, 2016–17
- Copa Argentina: 2014–15

Juventus
- Serie A: 2017–18, 2018–19, 2019–20
- Coppa Italia: 2017–18, 2020–21
- Supercoppa Italiana: 2018, 2020

Tottenham Hotspur
- UEFA Europa League: 2024–25[3]

Uruguay U20
- Campionatul Sud-American de Tineret: 2017[4]

Uruguay
- Locul 3 la Copa América: 2024[5]